# Система одиниць СГС
Систе́ма одини́ць СГС (англ. centimetre–gram–second system of units, CGS) — одна з метричних систем одиниць вимірювання, основними одиницями якої є сантиметр, грам і секунда. 

## Загальний опис
Свою назву система дістала від початкових літер основних одиниць. Система СГС належить до систем типу LMT («довжина-маса-час»). Усі механічні одиниці СГС однозначно походять від трьох основних одиниць, але було розроблено декілька різних способів, якими система СГС була розширена для охоплення електромагнетизму. Вона мала широке застосування до прийняття у 1960 році Міжнародної системи одиниць (SI).
Система СГС набула поширення у фізичних дослідженнях, науково-технічній та навчальній літературі. Але для практичних вимірювань та розв'язування технічних задач система СГС є не завжди зручною, переважно через дуже малі розміри багатьох одиниць цієї системи. Наприклад, потужність 1000 Вт, яку споживає електричний чайник, у системі СГС визначається як 10000000000 ерг/с. З 1940-х років система СГС почала витіснятись системою МКС, заснованою на метрі, кілограмі та секунді, яка, у свою чергу, була розширена та замінена Міжнародною системою одиниць (SI). У багатьох галузях науки та техніки SI є основною системою одиниць, проте залишаються певні підгалузі, де СГС є у вжитку. Одиниці SI знайшли застосування в інженерних задачах і фізичній освіті, тоді як, наприклад, одиниці Гаусса СГС зазвичай використовуються в теоретичній фізиці, описуючи мікроскопічні системи, релятивістську електродинаміку та астрофізику.
У вимірюваннях для суто механічних систем, що включають одиниці довжини, маси, сили, енергії, тиску тощо, відмінності між одиницями СГС і SI є досить тривіальними; коефіцієнтами перетворення усіх одиниць є степені числа 10, оскільки 100 см = 1 м а 1000 г = 1 кг. Наприклад, одиницею сили СГС є дин, який визначається як 1 г·см/с2, тому одиниця сили у SI, ньютон (1 кг·м/с2), дорівнює 100000 дин.
З другого боку, у вимірюваннях електромагнітних явищ, зокрема, одиниць заряду, електричних і магнітних полів, напруги тощо, перетворення між СГС і SI є складнішим. Формули фізичних законів електромагнетизму (наприклад, рівняння Максвелла) мають форму, яка залежить від того, яка система одиниць використовується, оскільки електромагнітні величини визначаються по-різному в SI та в СГС. Крім того, в СГС існує декілька вірогідних способів визначення електромагнітних величин, що обумовило появу різних «підсистем», до яких належать система одиниць Гауса, СГСЕ (CGS-ESU) і СГСМ (CGS-EMU) та система одиниць Гевісайда–Лоренца.

## Історична довідка
Система СГС бере свій початок у 1832 році від пропозиції німецького математика Карла Фрідріха Гаусса базувати систему абсолютних одиниць на основі трьох основних одиниць: довжини, маси та часу. Гаусс обрав одиниці вимірювання: міліметр, міліграм і секунда. У 1873 році комітет Британської асоціації сприяння розвитку науки, включно з фізиками Джеймсом Клерком Максвеллом і Вільямом Томсоном, рекомендував прийняття сантиметра, грама і секунди як фундаментальних одиниць та виражати усі похідні електромагнітні одиниці в цих фундаментальних одиницях, використовуючи префікс «С. Г. С. одиниця …» («C.G.S. unit of …»).
Систему було офіційно затверджено I Міжнародним електричним конгресом у 1881 році. Конгрес також встановив похідні одиниці як для механічних, так i для електричних та магнітних величин.

## Одиниці СГС у механіці
Систему одиниць механічних величин СГС побудовано на базі класичної механіки, фізичної теорії, що дає змогу скласти зручну систему визначальних рівнянь для утворення похідних одиниць. Для однозначного утворення похідних одиниць використовується така послідовність визначальних рівнянь, що у кожне з яких входить лише одна фізична величина, яка не містилась у попередніх рівняннях. У всіх визначальних рівняннях коефіцієнти пропорційності приймаються такими, що дорівнюють одиниці, тому система СГС для механічних одиниць є когерентною. До стандарту не було включено малопоширені похідні одиниці фізичних величин, але їх неважко було утворити шляхом вибору визначального рівняння, до якого входила б фізична величина, що відповідає шуканій одиниці, та величини з уже усталеними одиницями.
У систему СГС було включено також дві додаткові одиниці: для площинного кута — радіан (rad, рад) та просторового кута — стерадіан (sr, ср). Ці одиниці збігаються з відповідними одиницями SI.

### Визначення та коефіцієнти переведення одиниць СГС у механіці
| Величина               | Символ величини | Назва одиниці СГС     | Позначення одиниці | Визначення одиниці | В одиницях SI |
| ---------------------- | --------------- | --------------------- | ------------------ | ------------------ | ------------- |
| довжина, радіус-вектор | L, x            | сантиметр             | см                 | 1/100 метра        | 10−2 м        |
| маса                   | m               | грам                  | г                  | 1/1000 кілограма   | 10−3 кг       |
| час                    | t               | секунда               | с                  | 1 секунда          | 1 с           |
| швидкість              | v               | сантиметри за секунду | см/с               | см/с               | 10−2 м/с      |
| прискорення            | a               | гал                   | Гал                | см/с2              | 10−2 м/с2     |
| сила                   | F               | дина                  | дин                | г⋅см/с2            | 10−5 Н        |
| енергія                | E               | ерг                   | ерг                | г⋅см2/с2           | 10−7 Дж       |
| потужність             | P               | ерг на секунду        | ерг/с              | г⋅см2/с3           | 10−7 Вт       |
| тиск                   | p               | барія                 | Б                  | г/(см⋅с2)          | 10−1 Па       |
| динамічна в'язкість    | μ               | пуаз                  | П                  | г/(см⋅с)           | 10−1 Па⋅с     |
| кінематична в'язкість  | ν               | стокс                 | Ст                 | см2/с              | 10−4 м2/с     |
| хвильове число         | k               | обернений сантиметр   | см−1               | см−1               | 100 м−1       |

## Електричні та магнітні одиниці СГС

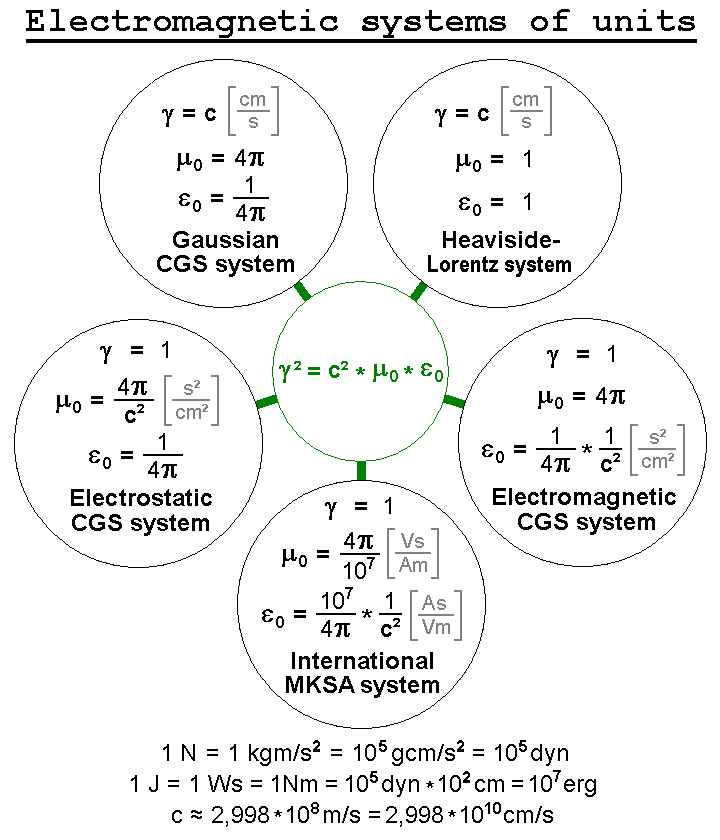
Системи електричних і магнітних одиниць СГС

Встановлення взаємозв'язку між електричними, магнітними та механічними явищами відкриває принципову можливість побудови електричних і магнітних одиниць на базі використання механічних одиниць.
Система електричних і магнітних одиниць мала досить складний шлях становлення. Здебільшого це пов'язано з тим, що її створювали в процесі вивчення природи та закономірностей електромагнітних явищ. Встановити електричні та магнітні одиниці було важко також через специфіку електричних і магнітних явищ, оскільки у будь-яке рівняння електромагнетизму крім механічних величин входить щонайменше дві електричні. Природним способом подолання цього утруднення було б додаткове введення до основних одиниць ще однієї з електричних чи магнітних одиниць. Очевидно, що тип системи електричних і магнітних одиниць залежатиме від вибору як основних механічних одиниць, так і основної одиниці для царини електричних і магнітних явищ. Через відмінність у підході до побудови систем одиниць СГС для електричних і магнітних явищ було створено до десятка різних підсистем.
Першими в ХІХ столітті були розроблені й запропоновані Комітетом з електричних еталонів Британської асоціації для розвитку наук системи СГСЕ (CGS-ESU) і СГСМ (CGS-EMU) а також система одиниць Гауса.
У кожній з цих систем закони електромагнетизму записуються по-різному (з різними коефіцієнтами пропорційності).
Закон Кулона: {\displaystyle F=k_{\rm {C}}{\frac {q\cdot q'}{d^{2}}}}
Сила Ампера: {\displaystyle {\frac {dF}{dL}}=2k_{\rm {A}}{\frac {I\,I'}{d}}}
При цьому обов'язково {\displaystyle k_{\mathrm {A} }={\frac {k_{\mathrm {C} }}{c^{2}}}}
Сила Лоренца: {\displaystyle \mathbf {F} =\alpha _{\rm {L}}q\;\mathbf {v} \times \mathbf {B} }
Вектор магнітної індукції: {\displaystyle d\mathbf {B} =\alpha _{\rm {B}}{\frac {Id\mathbf {l} \times \mathbf {\hat {r}} }{r^{2}}}}
При цьому обов'язково {\displaystyle \alpha _{\mathrm {L} }\alpha _{\mathrm {B} }=k_{\mathrm {A} }}
Закон Фарадея: {\displaystyle {\mathcal {E}}=-\alpha _{\mathrm {L} }{{d\Phi _{B}} \over dt}}
Рівняння Максвелла:
{\displaystyle {\begin{array}{ccl}{\vec {\nabla }}\cdot {\vec {E}}&=&4\pi k_{\rm {C}}\rho \\{\vec {\nabla }}\cdot {\vec {B}}&=&0\\{\vec {\nabla }}\times {\vec {E}}&=&\displaystyle {-\alpha _{\rm {L}}{\frac {\partial {\vec {B}}}{\partial t}}}\\{\vec {\nabla }}\times {\vec {B}}&=&\displaystyle {4\pi \alpha _{\rm {B}}{\vec {j}}+{\frac {\alpha _{\rm {B}}}{k_{\rm {C}}}}{\frac {\partial {\vec {E}}}{\partial t}}}\end{array}}}
В середовищі:
{\displaystyle \mathbf {D} =\epsilon _{0}\mathbf {E} +\lambda \mathbf {P} }
{\displaystyle \mathbf {H} =\mathbf {B} /\mu _{0}-\lambda '\mathbf {M} }
{\displaystyle \nabla \cdot \mathbf {P} ={\frac {4\pi \epsilon _{0}k_{\mathrm {C} }}{\lambda }}\rho _{b}}
{\displaystyle \nabla \times \mathbf {M} ={\frac {4\pi \alpha _{\mathrm {B} }}{\lambda '\mu _{0}}}\mathbf {j} _{b}-{\frac {\lambda \alpha _{\mathrm {B} }}{\lambda '\mu _{0}\epsilon _{0}k_{\mathrm {C} }}}{\frac {\partial \mathbf {P} }{\partial t}}}
При цьому {\displaystyle \lambda } и {\displaystyle \lambda '} зазвичай обираються рівними {\displaystyle 4\pi k_{\mathrm {C} }\epsilon _{0}}
{\displaystyle {\begin{array}{ccl}{\vec {\nabla }}\cdot {\vec {D}}&=&4\pi \epsilon _{0}k_{\rm {C}}\rho _{f}\\{\vec {\nabla }}\cdot {\vec {B}}&=&0\\{\vec {\nabla }}\times {\vec {E}}&=&\displaystyle {-\alpha _{\rm {L}}{\frac {\partial {\vec {B}}}{\partial t}}}\\{\vec {\nabla }}\times {\vec {H}}&=&\displaystyle {{\frac {4\pi \alpha _{\rm {B}}}{\mu _{0}}}{\vec {j}}_{f}+{\frac {\alpha _{\rm {B}}}{\mu _{0}\epsilon _{0}k_{\mathrm {C} }}}{\frac {\partial {\vec {D}}}{\partial t}}}\end{array}}}
| Система                               | {\displaystyle k_{\rm {C}}}          | {\displaystyle k_{\rm {A}}={\frac {k_{\rm {C}}}{c^{2}}}} | {\displaystyle \alpha _{\rm {B}}} | {\displaystyle \alpha _{\rm {L}}={\frac {k_{\rm {C}}}{\alpha _{\rm {B}}c^{2}}}} | {\displaystyle \epsilon _{0}}   | {\displaystyle \mu _{0}}                | {\displaystyle \lambda =4\pi k_{\rm {C}}\cdot \epsilon _{0}} | {\displaystyle \lambda '} |
| ------------------------------------- | ------------------------------------ | -------------------------------------------------------- | --------------------------------- | ------------------------------------------------------------------------------- | ------------------------------- | --------------------------------------- | ------------------------------------------------------------ | ------------------------- |
| SI                                    | {\displaystyle 1/4\pi \epsilon _{0}} | {\displaystyle \mu _{0}/4\pi }                           | {\displaystyle \mu _{0}/4\pi }    | {\displaystyle 1}                                                               | {\displaystyle 1/c^{2}\mu _{0}} | {\displaystyle 4\pi \times 10^{-7}}Гн/м | 1                                                            | 1                         |
| Електромагнітна СГС (СГСМ, або аб-)   | c2                                   | 1                                                        | 1                                 | 1                                                                               | 1/c2                            | 1                                       | 4π                                                           | 4π                        |
| Електростатична СГС (СГСЕ, або стат-) | 1                                    | 1/c2                                                     | 1/c2                              | 1                                                                               | 1                               | 1/c2                                    | 4π                                                           | 4π                        |
| Гаусова СГС                           | 1                                    | 1/c2                                                     | 1/c                               | 1/c                                                                             | 1                               | 1                                       | 4π                                                           | 4π                        |
| Лоренца — Гевісайда СГС               | 1/4π                                 | 1/4πc2                                                   | 1/4πc                             | 1/c                                                                             | 1                               | 1                                       | 1                                                            | 1                         |

### Система електростатичних одиниць СГСЕ
При побудові системи одиниць СГСЕ (англ. CGS electrostatic units, CGS-EMU) виходять із закону Кулона. Механічні одиниці в ній природно збігаються з одиницями системи СГС. Для одержання одиниці заряду за визначальне беруть рівняння закону Кулона у формі
{\displaystyle F=k_{C}{\frac {q_{1}\cdot q_{2}}{r^{2}}}},
де F — сила взаємодії точкових зарядів q1 і q2, розташованих на відстані r один від одного у вакуумі; kC — коефіцієнт, який залежить від вибору електричних одиниць.
Для побудови системи СГСЕ прийнято додаткову умову: вважати, що коефіцієнт пропорційності kC є величиною безрозмірнісною і такою, що дорівнює одиниці. Це уможливило запровадження одиниці заряду як основної. Інші електричні та магнітні величини встановлюються в цій системі за допомогою низки послідовно розташованих визначальних рівнянь, узятих з учення про електричні й магнітні явища. Отже, ця система є когерентною системою типу LMT. Тому її інколи називали ще «абсолютною електростатичною системою СГС».
Закон Ампера для двох паралельних провідників зі струмом має вид:
{\displaystyle F=k_{A}{\frac {2\cdot I_{1}\cdot I_{2}\cdot l}{d}}}
Тут F — сила взаємодії, що припадає на ділянку провідника довжиною l, якщо відстань між провідниками дорівнює d; kA — коефіцієнт пропорційності, що залежить як від вибору одиниць величин, які входять у формулу, так і від магнітних властивостей середовища, у якому розташовано провідники.
Коефіцієнт пропорційності kA у законі Ампера в системі СГСЕ є розмірнісною величиною, відмінною від одиниці:
{\displaystyle k_{A}={\frac {1}{c^{2}}}},
де с — електродинамічна стала, що дорівнює швидкості поширення електромагнітних хвиль у вакуумі.
Усі одиниці цієї системи, за винятком одиниці електричної ємності — сантиметра, за своїми розмірами є незручними для застосування на практиці. Магнітні одиниці системи СГСЕ практично ніколи не використовувались. Ця система застосовувалася в теоретичних дослідженнях і тому часто зустрічається в раніше виданій науковій і навчальній літературі з електростатики.

### Система електромагнітних одиниць СГСМ
У системі одиниць СГСМ (англ. CGS electromagnetic units, CGS-EMU) як основні механічні одиниці цієї системи аналогічно до системи СГСЕ беруться сантиметр, грам і секунда. Після цього за допомогою закону Ампера для двох паралельних провідників у вакуумі, по яких тече струм {\displaystyle I_{1}=I_{2}=I} встановлюється одиниця сили струму.
Як і у випадку побудови системи СГСЕ, для встановлення одиниці сили струму як основної до рівняння вводять додаткову умову, а саме: kA вважають безрозмірнісною величиною, що дорівнює одиниці. Внаслідок цього у законі Кулона коефіцієнт kC = с2.
Інші електричні та магнітні одиниці встановлювалися з допомогою відповідної системи визначальних рівнянь. Система СГСМ, так само, як і СГСЕ, є когерентною та системою типу LMT. Тому систему СГСМ інколи називають ще «абсолютною електромагнітною системою СГС».
Слід зазначити, що електричні одиниці системи СГСМ за своїми розмірами незручні і тому практично не застосовуються. Одиниці магнітних величин системи СГСМ широко застосовувались і досі застосовуються на практиці.

### Система одиниць Гауса
Система одиниць Гауса, яку також називають симетричною системою одиниць, є поєднанням електричних одиниць системи СГСЕ і магнітних одиниць системи СГСМ. Тому система Гауса виявляється некогерентною. У тих рівняннях, в які водночас входять як електричні, так і магнітні величини, коефіцієнти пропорційності виявляються такими, що не дорівнюють одиниці. Лише в рівняннях, у які входять або електричні, або магнітні величини, коефіцієнти пропорційності є безрозмірнісними і такими, що дорівнюють одиниці.
Симетричній системі СГС (Гауса) властиві певні недоліки, а саме:
- розмірності багатьох електричних і магнітних величин мають дробові показники степеня;
- розмірності багатьох різнорідних величин є однаковими;
- більшість електричних і магнітних одиниць є незручними для практики через те, що вони або занадто малі, або надто великі.

У гаусовій системі СГС спеціальні назви мають лише деякі магнітні одиниці, більшість одиниць власних назв не мають. Зазвичай, назви таких одиниць позначають од. СГС <назва величини в родовому відмінку> або символом СГС з відповідним індексом праворуч внизу. Наприклад, одиниця напруженості електричного поля позначається як 1 од. СГС напруженості електричного поля або 1 СГСE.
Симетричну систему СГС застосовують у фізичних дослідженнях електричних і магнітних явищ, в атомній та ядерній фізиці. Для електричних, радіотехнічних та інших технічних розрахунків вона не є зручною.

### Система одиниць Гевісайда— Лоренца
Одиниці Гевісайда — Лоренца (або одиниці Лоренца — Гевісайда) становлять систему одиниць і величин, яка розширює СГС за допомогою певного набору рівнянь, що визначають електромагнітні величини та названі на честь Олівера Гевісайда та Гендріка Антона Лоренца. Вони мають спільне з системою одиниць Гауса те, що електрична константа ε0 та магнітна константа µ0 не з'являються у визначальних рівняннях для електромагнетизму, оскільки вони неявно включені в електромагнітні величини. Одиниці Гевісайда — Лоренца можна розглядати як такі, що нормалізують ε0 = 1 і µ0 = 1, в той же час переглядаючи рівняння Максвелла, щоб замість них використовувати швидкість світла c.
Система одиниць Гевісайда — Лоренца, як і Міжнародна система величин, на якій базується система SI та на відміну від системи одиниць Гауса, є раціоналізованою, в результаті чого в рівняннях Максвелла немає множників 4π. Те, що ця система раціоналізована, частково пояснює її привабливість у квантовій теорії поля: лагранжіан, що лежить в основі теорії, не має жодних множників 4π, коли використовується ця система. Отже, електромагнітні величини в системі Гевісайда–Лоренца відрізняються на {\displaystyle {\sqrt {4\pi }}} у визначеннях електричного та магнітного полів та електричного заряду. Вона часто використовується в релятивістських розрахунках і використовується у фізиці елементарних частинок. Одиниці особливо зручні під час виконання обчислень у просторових вимірах, кількість яких перевищує три, наприклад, у теорії струн.

## Інші модифікації системи СГС
Системи електричних і магнітних одиниць СГСФ і СГСБ
У 1951 році Міжнародна спілка чистої та прикладної фізики (IUPAP) на з'їзді у Копенгагені ухвалила (Резолюція 5) дві нові модифікації системи електричних і магнітних одиниць СГС: СГСФ (centimeter-gram-second-franklin, CGSF) та СГСБ (centimeter-gram-second-biot, CGSB).
У системі СГСФ четвертою основною одиницею є одиниця електричного заряду франклін, що визначається як точковий заряд, який взаємодіє з таким самим зарядом, розташованим у вакуумі на відстані 1 cм із силою в 1 дин.
У системі СГСБ четвертою основною одиницею є електромагнітна одиниця сили струму біо, що дорівнює силі такого постійного струму, який при протіканні вздовж двох нескінченно довгих прямолінійних паралельних провідників нескінченно малого перерізу, розташованих у вакуумі на відстані 1 см один від одного, спричинює між ними взаємодію зі силою 2 дин на 1 cм довжини провідника.
Світлові та оптичні одиниці СГС
Систему світлових одиниць СГС (СГСЛ) побудовано на використанні як основних одиниць довжини (сантиметр), маси (грам), часу (секунда) і світлового потоку (люмен). Цю систему було розроблено для вимірювання фізичних величин, які характеризують електромагнітні випромінення в інтервалі довжин хвиль 0,77 … 0,38 мкм, що викликають суб'єктивні зорові відчуття (область видимого світла). Застосування люмена як основної одиниці обґрунтовувалось тим, що світловий потік вважався основною світлотехнічною величиною, яка оцінюється за зоровим відчуттям, спричиненим світловим випроміненням. Для утворення похідних світлових одиниць до обраних основних одиниць додається ще додаткова одиниця просторового кута — стерадіан, якій надається особлива розмірність.
Для об'єктивної характеристики електромагнітних випромінень у всьому діапазоні електромагнітних хвиль (включаючи вузьку ділянку видимого випромінення) використовуються одиниці енергетичної фотометрії — світлові одиниці СГС, за допомогою яких можна характеризувати дуже широкий інтервал електромагнітних випромінень (з довжиною хвиль від кількох тисяч кілометрів до короткохвильового гамма-випромінення з довжиною хвилі порядку 10−7 мкм).
Одиниці енергетичної фотометрії по суті є похідними одиницями систем одиниць СГС, призначеними для вираження світлових величин. Відмінність полягає лише в тому, що деякі з цих одиниць утворено з використанням просторового кута — стерадіана, якому приписується власна розмірність Ω. Отже, система оптичних одиниць енергетичної фотометрії СГС(Ω) будується на основних одиницях системи СГС — сантиметрі, грамі, секунді та Ω додатковій одиниці — стерадіані. Тому система СГС(Ω) належить до систем LMTΩ, а її одиниці аналогічні одиницям енергетичної фотометрії.
Для встановлення зв'язку між суб'єктивними одиницями системи СГСЛ, які характеризують зорові відчуття, та об'єктивними одиницями енергетичної фотометрії СГС(Ω), що має особливо важливе значення при переході від світла з одним спектральним складом до світла з іншим спектральним складом, користуються встановленими значеннями функції видності.
Одиниці СГС у царині атомної фізики та іонізуючих випромінень
Рентгенівське та гамма-випромінення, що є електромагнітними хвилями, так само як і корпускулярні випромінення (бета-промені, потоки космічних частинок, протонів, нейтронів та інших елементарних частинок) мають велику іонізувальну здатність, яка є їхньою важливою та характерною рисою. Це й привело до того, що для іонізуючих випромінень було створено особливі одиниці.
На базі основних одиниць системи СГС було створено дві системи одиниць, що стосувались іонізуючих випромінень: енергетична система одиниць СГСІ система одиниць іонізуючих випромінень і система одиниць радіоактивності СГСР, у якій поряд із сантиметром, грамом і секундою як основна одиниця використовується рентген, причому рентгену надано спеціальну розмірність Х.
Система СГСР дістала поширення в дозиметрії та інших галузях ядерної фізики. В одиницях цієї системи проградуйовано багато вимірювальних приладів, які ще й нині використовуються на практиці для вивчення іонізуючих випромінень.

## Виноски
1. ↑  Після змін SI 2018—2019 років це не точне, а приблизне значення.
2. ↑  Як використовував Ейнштейн, наприклад, у своїй книзі: Einstein, Albert (2005). The Meaning of Relativity (вид. 1956, 5th). Princeton University Press (2005). с. 21 ff.